# Fogo Bluff
Das Fogo Bluff ist ein Kliff auf der Insel Heard im südlichen Indischen Ozean. Es ragt oberhalb der Stephenson-Lagune auf.
Benannt ist das Kliff nach Menschen der zu den Kapverden gehörenden Insel Fogo, die zwischen 1855 und 1882 in der auf Heard stationierten Industrie zur Gewinnung von Öl aus See-Elefanten tätig waren.